# Synechanthus fibrosus
Synechanthus fibrosus är en enhjärtbladig växtart som först beskrevs av Hermann Wendland, och fick sitt nu gällande namn av Hermann Wendland. Synechanthus fibrosus ingår i släktet Synechanthus och familjen Arecaceae. Inga underarter finns listade i Catalogue of Life.